# Hipergamia

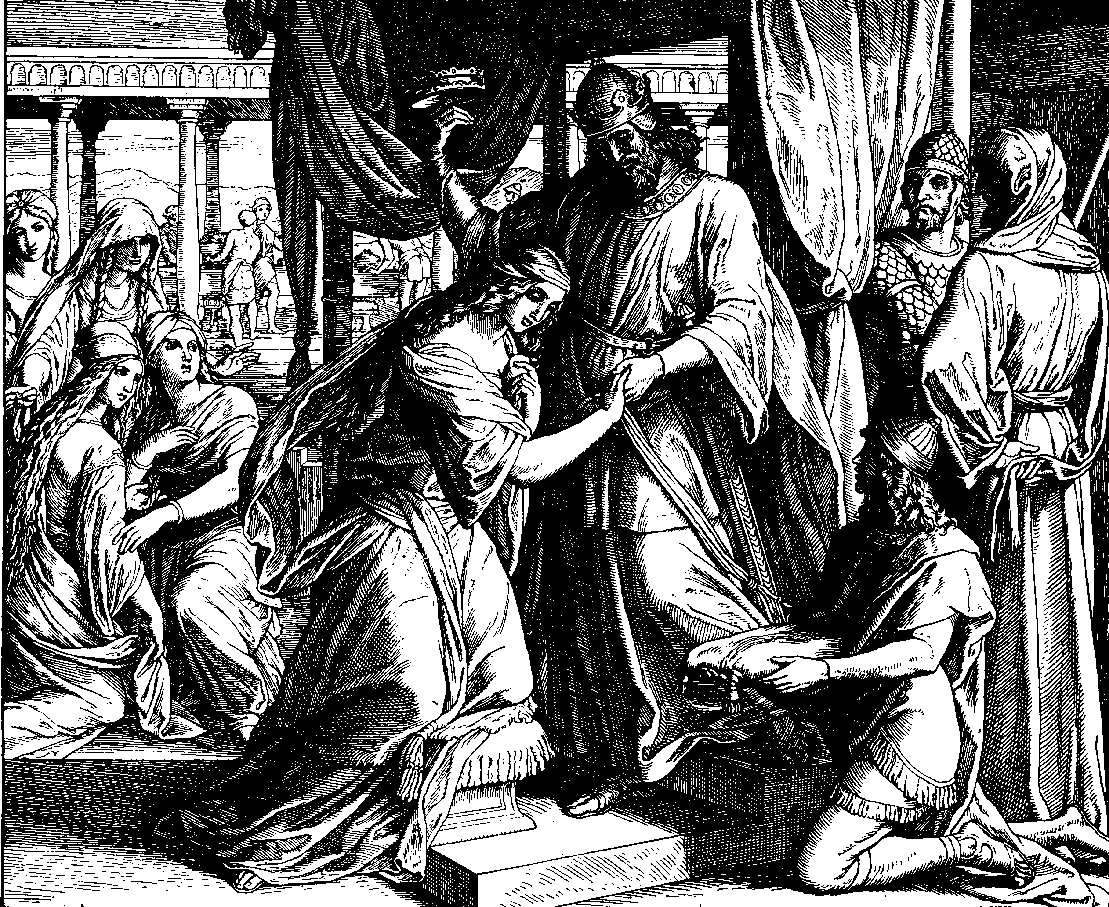
Grabado en madera para «Die Bibel in Bildern», 1860.

La hipergamia es un término usado en las ciencias sociales para referirse el acto o práctica de buscar pareja o cónyuge de mejor nivel social y/o económico o de una casta más alta que la de uno mismo.
El antónimo, hipogamia,se refiere a la práctica inversa: casarse con una persona de una clase social o estado más bajo. Ambos términos fueron acuñados en el subcontinente indio en el siglo XIX al traducir libros de derecho hindú, que usaban los términos en sánscrito anuloma y pratiloma, respectivamente, para los dos conceptos.
Con los cuestionamientos hacia el matrimonio y la mayor equidad salarial, cada vez la hipergamia es menos frecuente o se halla limitado a un sector de la población.

## Descripción
El comportamiento de hipergamia femenina (o hiperginia) puede ser explicado en términos de economía de recursos cuando el grado de libertad en la elección de pareja es alto, y hay una acusada estratificación económica, ya que esto daría a las mujeres mayor seguridad en la crianza de sus hijos. En la mujer, ella se encarga del cuidado inicial (dentro de la especie es la única que posee la facultad, por ejemplo, de amamantar, etc.) y en el futuro es quien más incertidumbre afronta.

## Discrepancias
No hay evidencia acerca del alcance de la hipergamia ni de su distribución entre sexos.  
Un estudio de Estados Unidos no encontró diferencias estadísticas en el número de mujeres u hombres que tendían a la hipergamia o hipogamia sobre una muestra de 1109 parejas de recién casados. No obstante, estos resultados se discuten, ya que podrían deberse a que se basan en grupos humanos con poca disparidad socioeconómica. Algunos autores creen que la proporción puede haber disminuido en tiempos actuales.
Por otro lado, en un estudio científico llamado «Sex Differences in Human Mate Preferences: Evolutionary hypotheses Tested In 37 Cultures», de David Buss, en el que participaron más de 10 000 personas, indicaron que en promedio, más mujeres que varones buscan que sus candidatos den señales de estatus económico, mientras que la capacidad reproductiva asociada al pico de la edad fértil, que es la juventud, era, en promedio, más preferida por los varones.